# The Life of Chuck
The Life of Chuck è un film del 2024 scritto e diretto da Mike Flanagan. Si tratta di un adattamento cinematografico del racconto omonimo di Stephen King, pubblicato nella raccolta del 2020 Se scorre il sangue. Tom Hiddleston interpreta il ruolo del protagonista, mentre nel film recitano anche Mark Hamill, Chiwetel Ejiofor, Karen Gillan e Jacob Tremblay.
Il film è stato presentato in anteprima mondiale al Toronto International Film Festival il 6 settembre 2024, dove ha vinto il People's Choice Award

## Trama
La storia racconta, in 3 capitoli, la vita di un uomo comune di nome Charles Krantz.

## Produzione
Nel luglio 2020, il racconto di Stephen King The Life of Chuck è stato scelto dalla società di produzione di Darren Aronofsky, Protozoa Pictures, per poter ricevere un adattamento cinematografico.  Tuttavia, solamente nel maggio del 2023, è stato annunciato che il regista Mike Flanagan avrebbe adattato la storia, con Tom Hiddleston e Mark Hamill come protagonisti. Flanagan aveva già diretto adattamenti di romanzi di King, tra cui Il gioco di Gerald  e Doctor Sleep. 
Le riprese sono iniziate in Alabama nell'ottobre 2023, durante lo sciopero SAG-AFTRA del 2023,terminando il 16 novembre 2023. 
Nel dicembre 2023, è stato rivelato che Flanagan avrebbe ricoperto anche il ruolo di montatore, come aveva fatto nei suoi film precedenti.  Nell'aprile 2024, i Newton Brothers, collaboratori frequenti di Flanagan, sono stati  annunciati come compositori della colonna sonora del film. 

## Distribuzione
Il film è stato presentato in anteprima mondiale il 6 settembre 2024 durante il Toronto International Film Festival. Verrà distribuito nelle sale italiane dal 18 settembre 2025.

## Accoglienza
Sul sito aggregatore di recensioni Rotten Tomatoes, il film ha ottenuto un punteggio dell'85% con voto medio di 7,4 su 10 basandosi su 40 recensioni professionali.  Il sito Metacritic, che usa una media ponderata, assegna al film un punteggio di 64 su 100, con 11 recensioni.

## Riconoscimenti
Il film ha vinto il Premio del Pubblico all'edizione del 2024 del Toronto International Film Festival.